# هيفاء الخايفية
هيفاء بنت جمعة الخايفية الرئيس التنفيذي في شركة تنمية نفط عمان  في 20 يناير (كانون الثاني) 2021، أول امرأة تشغل منصب الرئيس التنفيذي في قطاع الطاقة في سلطنة عمان. 

## دراستها
حصلت على بكالوريوس في التسويق عام 1995 من جامعة بول ستايت في الولايات المتحدة الأميركية. درست في برنامج الإدارة المتقدمة عام 2015 في المعهد الأوروبي لإدارة الأعمال (إنسياد)، وبرنامج تمويل الشركات العالمية المتطورة عام 2013 في المعهد الأوروبي لإدارة الأعمال إنسياد.كما درست في برنامج استدامة الأعمال عام 2014 من جامعة كامبريدج في المملكة المتحدة.

## حياتها العملية
هي مديرة مديرية المالية في شركة تنمية نفط عمان منذ 2012. ثم في سبتمبر 2020 ،أصبحت رئيسة مجلس إدارة شركة ستيت ستريت العربية السعودية للحلول المالية. بعد ذلك في 2021، أصبحت مدير المجلس الاستشاري الطلابي في جامعة السلطان قابوس بالإضافة إلى أنها تولت منصب رئيسة مجلس الإدارة وأمينة الصندوق في الجمعية العمانية للخدمات النفطية أوبال بين 2015 و 2017.
كما شغلت العديد من المناصب في شركة “تنمية نفط عمان” منها مدير الأعمال المالية بين 2010 و 2012 منها : مراقبة مالية بين 2008 و 2010 ، مديرة الشؤون المالية بين 2007 و 2008 ،رئيسة التخطيط المالي بين 2002 و 2004 ،مهندسة بين 1998 و 2000 ،مديرة إقليمية للتخطيط وإعداد التقارير في شركة شل العاملة في مجال النفط والغاز بين 2004 و 2007.
صُنفت من قبل مجلة (Forbes) فوربس الشرق الاوسط ضمن قائمة أقوى السيدات العربيات لعامي 2016 و 2017. وتشغل التصنيف الثلاثين ضمن أقوى سيدات الأعمال في الشرق الأوسط عام2021  ومنحتها جمعية الصداقة العمانية الإيطالية العضوية الفخرية